# To niemożliwe (album Sexbomby)
To niemożliwe – pierwszy oficjalny album zespołu Sexbomba wydany w 1990 przez wytwórnię Arston w formie LP. W 2004 firma Sonic dokonała reedycji materiału na CD

## Lista utworów
1. „Alarm (Ulice krzykną)” – 3:07
2. „Sposób na świnie” – 3:44
3. „Nie może być źle” – 4:16
4. „Gdzie są chłopcy z tamtych lat” – 1:55
5. „Betonowe to” – 2:56
6. „Łobidi, opowiem ci...” – 3:52
7. „Tak się nie da” – 1:36
8. „Kombinacje” – 4:02
9. „Pierwszy dzień niewoli” – 2:53
10. „Niewidzialny mur” – 3:41
11. „Wciąż jest daleko” – 2:21
12. „Woda woda woda cz.1” – 1:09
13. „Adaś” – 0:04

## Twórcy
- Robert Szymański – wokal
- Bogdan Kozieł – gitara, wokal
- Piotr Welcel – gitara basowa, wokal
- Dominik Dobrowolski – perkusja, wokal

Realizacja:
- Robert Szymański – projekt graficzny
- Sexbomba – muzyka
- Robert Szymański – słowa
- Adam Toczko – realizator dźwięku